# Senecio sylvaticus
Il senecione delle selve (nome scientifico Senecio sylvaticus L., 1753) è una specie di pianta angiosperma dicotiledone della famiglia delle Asteraceae (sottofamiglia Asteroideae).

## Etimologia
Il nome generico (Senecio) deriva dal latino senex che significa “vecchio uomo” e fa riferimento al ciuffo di peli bianchi (pappo) che sormonta gli acheni, che ricorda la chioma di un vecchio. L'epiteto specifico (sylvaticus = delle selve, dei boschi) fa riferimento al suo habitat abituale.
Il binomio scientifico attualmente accettato (Senecio sylvaticus) è stato proposto da Carl von Linné nella pubblicazione ”Species Plantarum” del 1753.

## Descrizione

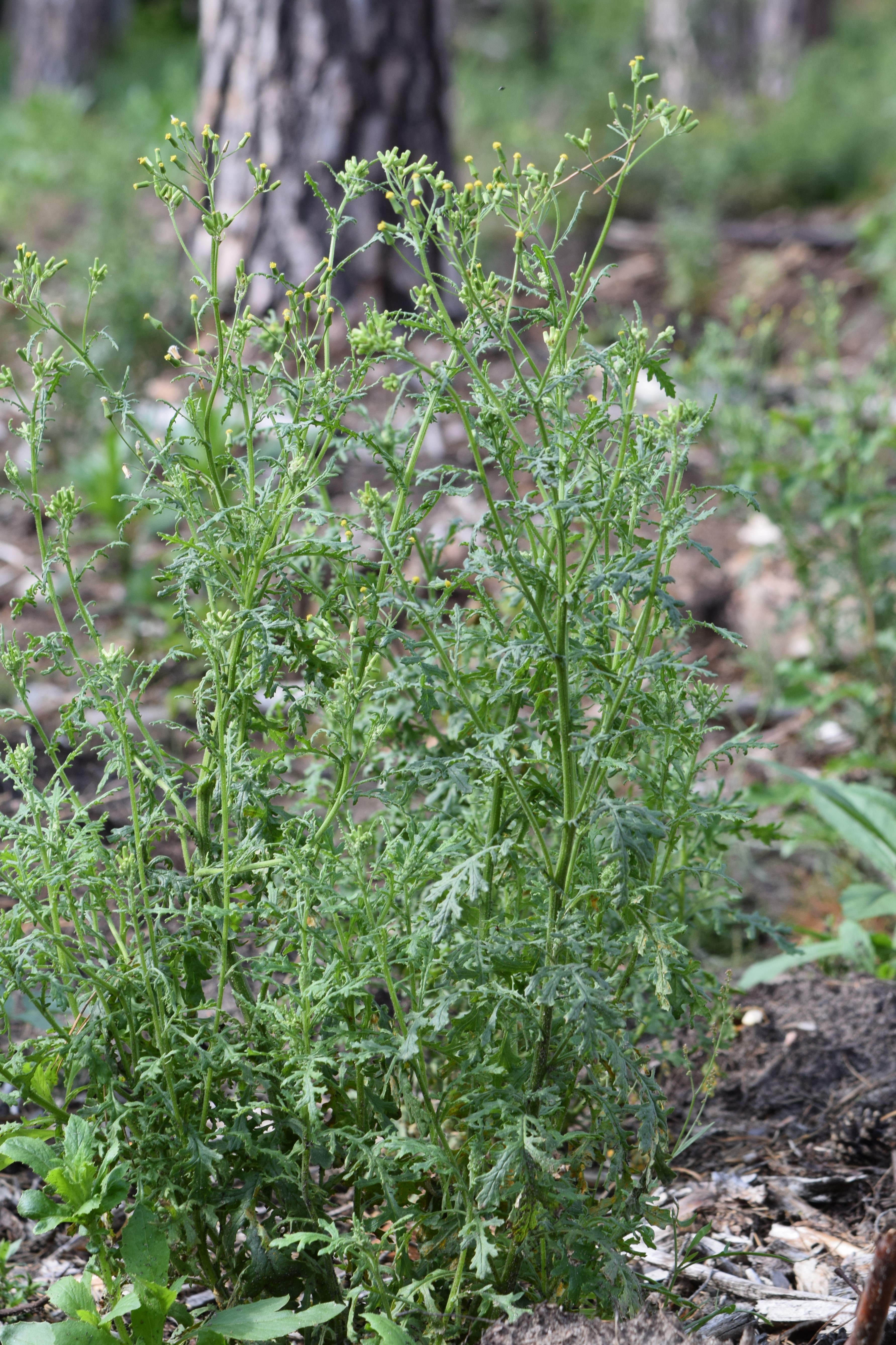
Il portamento

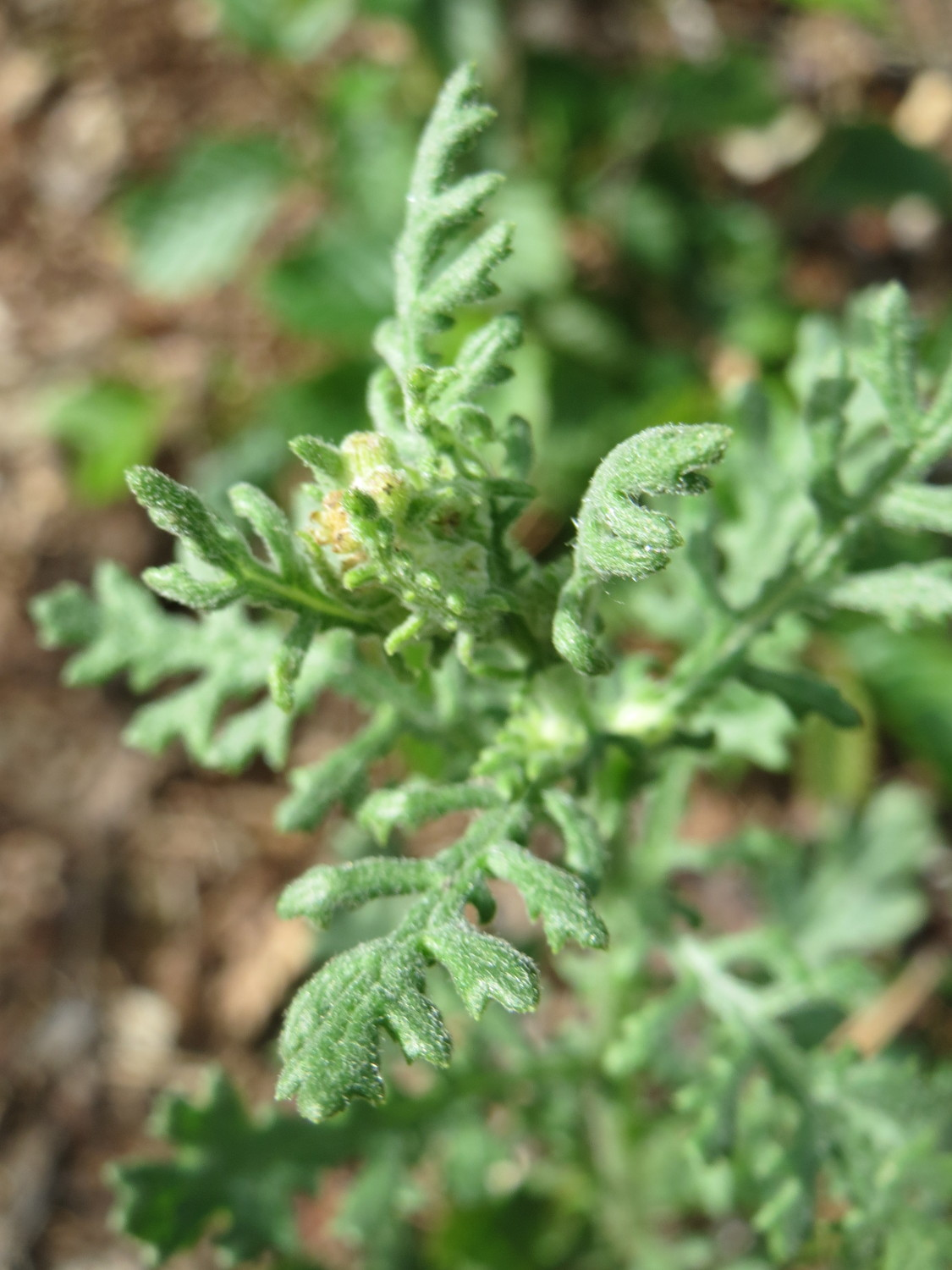
Le foglie

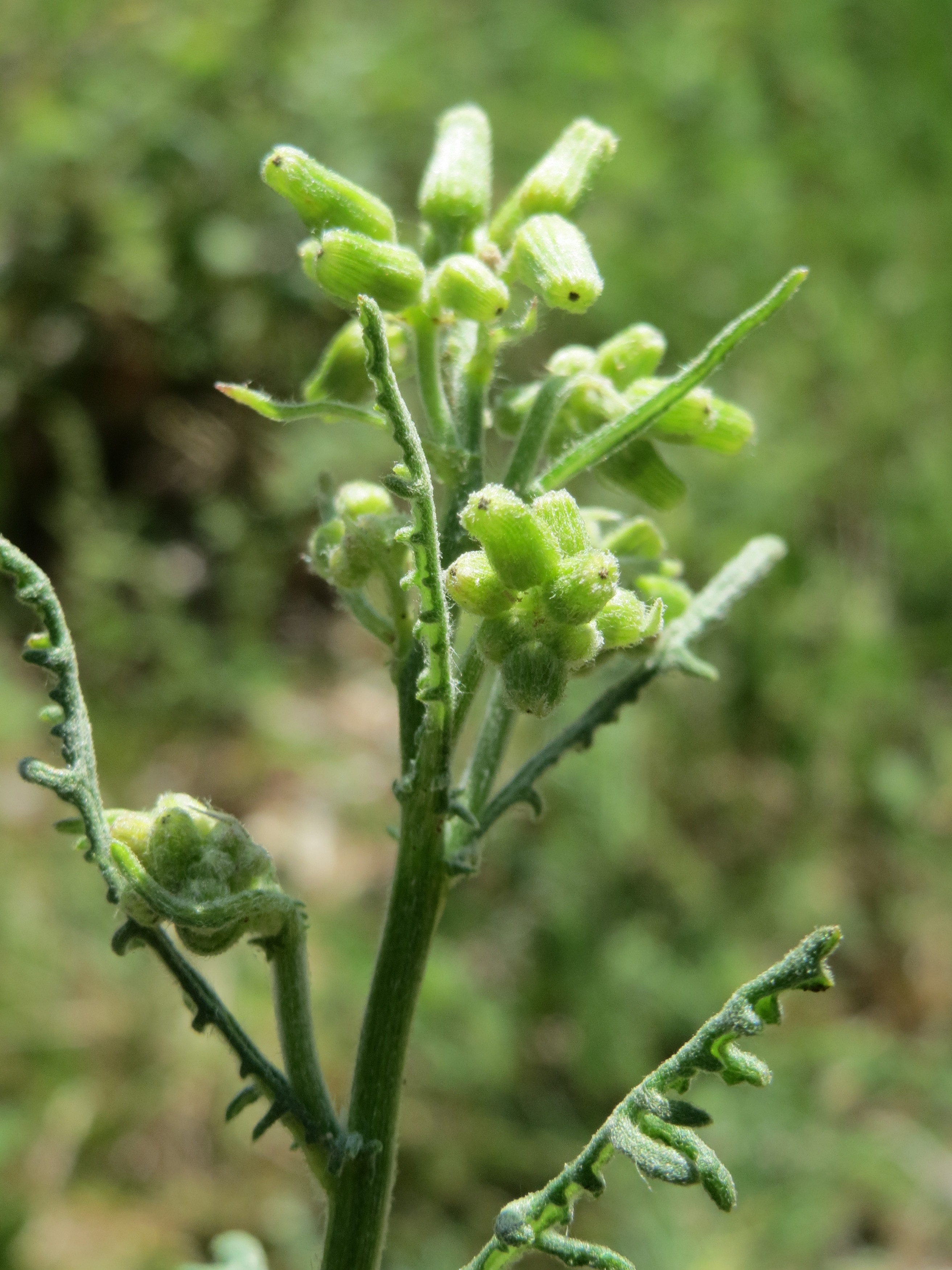
Infiorescenza

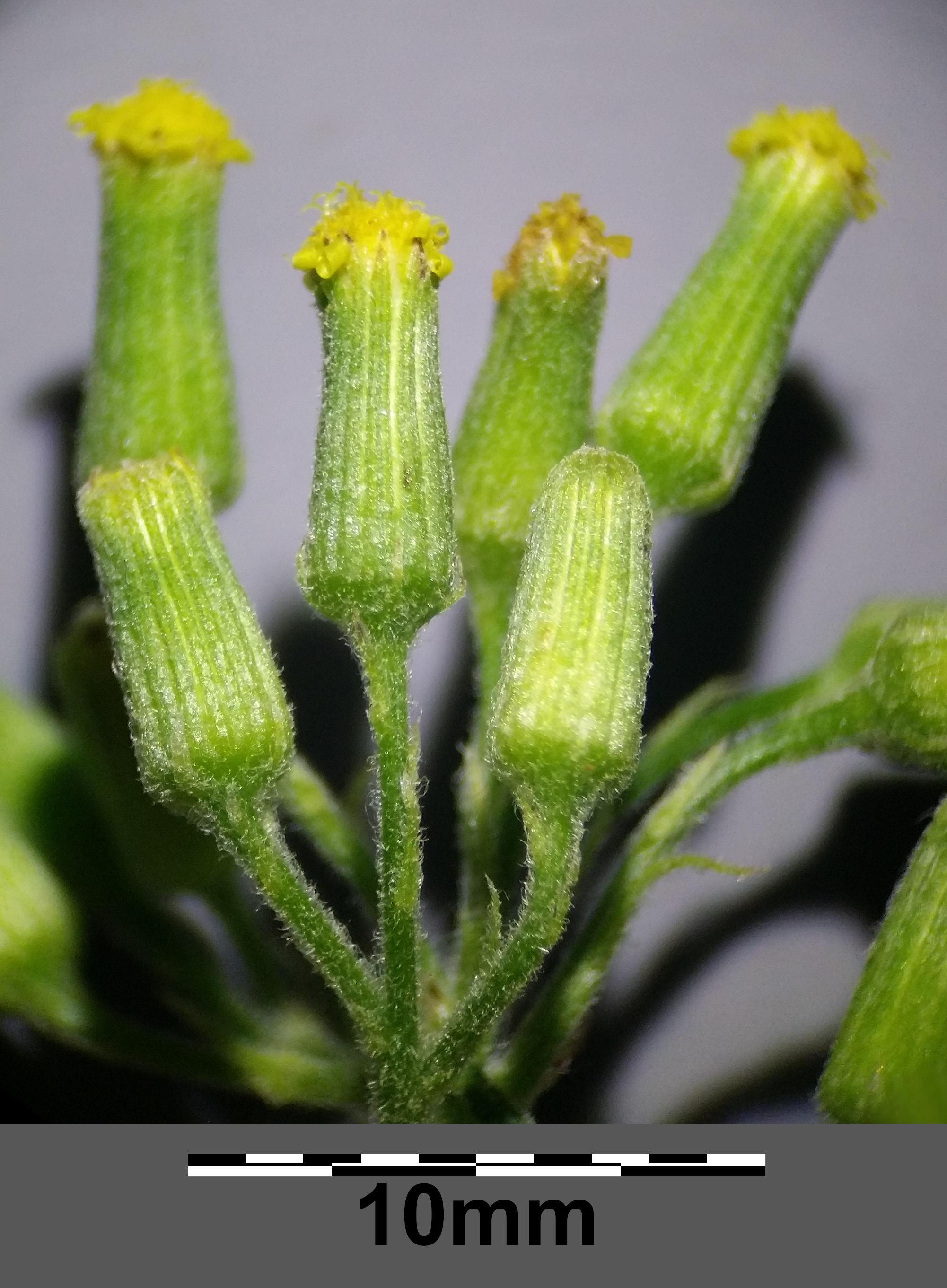
I fiori

Habitus. L'altezza di questa pianta varia da 2 a 7 dm. La forma biologica è terofita scaposa (T scap), ossia sono piante erbacee che differiscono dalle altre forme biologiche poiché, essendo annuali, superano la stagione avversa sotto forma di seme, sono inoltre munite di asse fiorale eretto e spesso privo di foglie. Queste piante possiedono al loro interno delle sostanze chimiche quali i lattoni sesquiterpenici e gli alcaloidi pirrolizidinici e odorano di erbaceo. In tutta la pianta sono presenti dei peli semplici e ghiandolari lunghi 2 – 3 mm.
Radici. Le radici in genere sono secondarie da rizoma e possono essere fibrose.
Fusto.
- Parte ipogea: la parte sotterranea è un fittone fibroso.[12]
- Parte epigea: la parte aerea del fusto è eretta, ispida e ramoso-corimbosa.

Foglie. Le foglie lungo il fusto sono disposte in modo alterno e sono picciolate. La lamina è a contorno spatolato. Il tipo di foglia è 1-2-pennato-partita con diverse paia di segmenti lanceolati o lobati. La parte indivisa della lamina (quella attorno alla nervatura centrale) è larga 3 – 4 mm. Le foglie non sono ghiandolose. Dimensione della lamina: larghezza 1,5 cm; lunghezza 5 cm.
Infiorescenza. Le sinflorescenze sono formate da numerosi (12 – 24) capolini in formazione più o meno corimbosa. La struttura dei capolini è quella tipica delle Asteraceae: un peduncolo sorregge un involucro ghiandoloso, cilindrico o piriforme composto da brattee disposte su due ranghi (13 interne e 2-3 esterne filiformi), che fanno da protezione al ricettacolo più o meno piano e nudo (senza pagliette) sul quale s'inseriscono i fiori del disco tubulosi, e i fiori periferici (ligulati) da 1 a 8 (raramente anche assenti). Le brattee esterne sono lunghe da 1/10 a ¼ rispetto a quelle interne lunghe 4 – 7 mm. Dimensione dei capolini: larghezza 3 – 4 mm; lunghezza 8 mm.
Fiori.  I fiori sono tetra-ciclici (formati cioè da 4 verticilli: calice – corolla – androceo – gineceo) e pentameri (calice e corolla formati da 5 elementi). Sono inoltre ermafroditi, più precisamente i fiori del raggio (quelli ligulati e zigomorfi) sono femminili; mentre quelli del disco centrale (tubulosi e actinomorfi) sono bisessuali o a volte funzionalmente maschili.
- Formula fiorale:

*/x K {\displaystyle \infty }, [C (5), A (5)], G 2 (infero), achenio
- Calice: i sepali del calice sono ridotti ad una coroncina di squame.
- Corolla: nella parte inferiore i petali della corolla sono saldati insieme e formano un tubo. In particolare le corolle dei fiori del disco centrale (tubulosi) terminano con delle fauci dilatate a raggiera con cinque lobi. Nella corolla dei fiori periferici (ligulati) il tubo si trasforma in un prolungamento ligulato (meno di 5 mm) e revoluto, terminante più o meno con cinque dentelli. Il colore delle corolle di norma è giallo.
- Androceo: gli stami sono 5 con dei filamenti liberi. La parte basale del collare dei filamenti può essere dilatata. Le antere invece sono saldate fra di loro e formano un manicotto che circonda lo stilo. Le antere normalmente sono senza coda ("ecaudate"). La struttura delle antere è di tipo tetrasporangiato, raramente sono bisporangiate. Il tessuto endoteciale è radiale o polarizzato. Il polline è tricolporato (tipo "helianthoid").[15]
- Gineceo: lo stilo è biforcato con due stigmi nella parte apicale. Gli stigmi sono troncati; possono avere un ciuffo di peli radicali o in posizione centrale; possono inoltre essere ricoperti da minute papille; altre volte i peli sono di tipo penicillato. Le superfici stigmatiche sono due e separate. L'ovario è infero uniloculare formato da 2 carpelli.
- Antesi: da giugno a settembre.

Frutti. I frutti sono degli acheni con pappo. La forma degli acheni è più o meno affusolata. La superficie è percorsa da alcune coste longitudinali con ispessimenti marginali, e può essere glabra o talvolta pubescente. Non sempre il carpoforo è distinguibile. Il pappo, persistente o caduco, è formato da numerose setole snelle e bianche (lisce o barbate); le setole possono inoltre essere connate alla base. Lunghezza degli acheni: 2,2 - 2,5 mm. Lunghezza del pappo: 6 mm.

## Biologia
Impollinazione: l'impollinazione avviene tramite insetti (impollinazione entomogama tramite farfalle diurne e notturne).

Riproduzione: la fecondazione avviene fondamentalmente tramite l'impollinazione dei fiori (vedi sopra).

Dispersione: i semi (gli acheni) cadendo a terra sono successivamente dispersi soprattutto da insetti tipo formiche (disseminazione mirmecoria). In questo tipo di piante avviene anche un altro tipo di dispersione: zoocoria. Infatti gli uncini delle brattee dell'involucro (se presenti) si agganciano ai peli degli animali di passaggio disperdendo così anche su lunghe distanze i semi della pianta. Inoltre per merito del pappo il vento può trasportare i semi anche a distanza di alcuni chilometri (disseminazione anemocora).

## Distribuzione e habitat

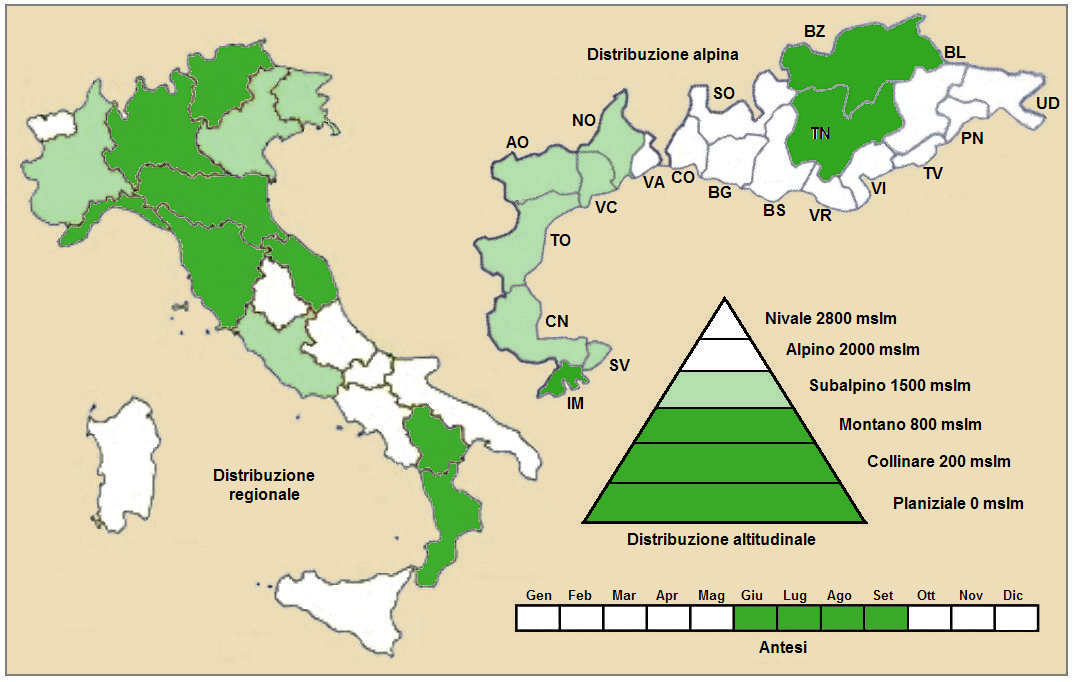
Distribuzione della pianta
(Distribuzione regionale – Distribuzione alpina)

Geoelemento: il tipo corologico (area di origine) è Europeo o più ampiamente Eurasiatico.
Distribuzione: la distribuzione di questa pianta in Italia è discontinua e rara. Sono escluse le isole. Nelle Alpi si trova nelle zone orientali. Fuori dai confini italiani, sempre nelle Alpi, è presente in Francia (dipartimenti di Drôme, Isère e Alta Savoia), in Svizzera (cantoni Berna, Vallese, Ticino e Grigioni), in Austria (Länder del Vorarlberg, Tirolo Settentrionale, Tirolo Orientale, Salisburgo, Carinzia, Stiria, Austria Superiore, Austria Inferiore) e in Slovenia. Sugli altri rilievi europei si trova nella Foresta Nera, Vosgi, Massiccio del Giura, Massiccio Centrale, Pirenei, Monti Balcani e Carpazi. È presente nel resto dell'Europa, Medio oriente, America Settentrionale (zone costiere), America del sud (parte più meridionale) e Nuova Zelanda.
Habitat: l'habitat tipico per questa specie sono le radure, i boschi cedui e gli incolti in generale; ma anche i tagli forestali e le strade forestali. Il substrato preferito è siliceo (ma anche calcareo/siliceo) con pH acido, alti valori nutrizionali del terreno che deve essere mediamente umido.
Distribuzione altitudinale: sui rilievi alpini queste piante si possono trovare fino a 1.200 m s.l.m.; frequentano quindi i seguenti piani vegetazionali: subalpino (in parte), montano e collinare (oltre a quello planiziale – a livello del mare).

## Fitosociologia

### Areale alpino
Dal punto di vista fitosociologico alpino Senecio sylvaticus appartiene alla seguente comunità vegetale:
Formazione: delle comunità delle macro- e megaforbie terrestri
Classe: Epilobietea angustifolii
Ordine: Atropetalia bella-donae
Alleanza: Epilobion angustifolii

### Areale italiano
Per l'areale completo italiano Senecio sylvaticus appartiene alla seguente comunità vegetale:
Macrotipologia: vegetazione erbacea sinantropica, ruderale e megaforbieti
Classe: Epilobietea angustifolii Tüxen & Preising ex Von Rochow, 1951
Ordine: Atropetalia belladonnae Vlieger, 1937
Alleanza: Epilobion angustifolii Tuxen ex Eggler, 1952
Descrizione: l'alleanza Epilobion angustifolii è relativa alle comunità di megaforbie (vegetazione erbacea perenne con macrofite di grossa taglia) su suoli acidi e ricchi di sostanze organiche (ben nitrificati). Questa cenosi si sviluppa lungo i margini stradali, ma anche ai margini o nelle radure delle foreste decidue o di conifere. La distribuzione dell'alleanza è eurosiberiana.
Specie presenti nell'associazione: Epilobium angustifolium, Salvia glutinosa e Senecio sylvaticus.

## Tassonomia
La famiglia di appartenenza di questa voce (Asteraceae o Compositae, nomen conservandum) probabilmente originaria del Sud America, è la più numerosa del mondo vegetale, comprende oltre 23.000 specie distribuite su 1.535 generi, oppure 22.750 specie e 1.530 generi secondo altre fonti (una delle checklist più aggiornata elenca fino a 1.679 generi). La famiglia attualmente (2021) è divisa in 16 sottofamiglie; la sottofamiglia Asteroideae è una di queste e rappresenta l'evoluzione più recente di tutta la famiglia.

### Filogenesi
Il genere di questa voce appartiene alla sottotribù Senecioninae della tribù Senecioneae (una delle 21 tribù della sottofamiglia Asteroideae). La struttura della sottotribù è molto complessa e articolata (è la più numerosa della tribù con oltre 1.200 specie distribuite su un centinaio di generi) e al suo interno sono raccolti molti sottogruppi caratteristici le cui analisi sono ancora da completare. Il genere di questa voce è il principale della sottotribù con quasi 1500 specie. Nell'ambito della filogenesi delle Senecioninae Senecio è polifiletico e molti sue specie sono attualmente "sparse" tra gli oltre 100 generi della sottotribù. Senecio s.str. è posizionato più o meno alla base della sottotribù  (è uno dei primi generi che si sono separati).
La specie  S. sylvaticus è individuata dai seguenti caratteri specifici:
- il ciclo biologico delle piante è annuo;
- le piante hanno un odore erbaceo;
- le venature delle foglie è pennata;
- il diametro dei capolini è di 3 - 4 x 8 mm;
- le brattee esterne sono 2 - 3;
- i fiori ligulati sono presenti ma minuti;
- gli acheni sono pubescenti e lunghi 2,2 - 2,5 mm.

Il numero cromosomico di S. sylvaticus è: 2n = 40.

### Sinonimi
Sono elencati alcuni sinonimi per questa entità:
- Jacobaea denticulata Gilib.
- Jacobaea sylvatica  Moench
- Moerkensteinia sylvatica  Opiz
- Obaejaca sylvatica  Cass.
- Senecio areolatus  Colenso
- Senecio sylvaticus var. denticulatus  Wahlenb.
- Senecio sylvaticus f. eradiatus  C.G.Westerl.
- Senecio sylvaticus var. minor  Gaudin

### Specie simili
La specie di questa voce può facilmente essere confusa con la specie Senecio vulgaris. La tabella seguente ne evidenzia le differenze.
| Carattere                        | Senecio sylvaticus           | Senecio vulgaris                                |
| -------------------------------- | ---------------------------- | ----------------------------------------------- |
| ligule                           | presenti ma poco osservabili | assenti (qualche volta possono essere presenti) |
| presenza ghiandole nelle squame  | si                           | no                                              |
| colorazione delle squame esterne | verdi o scure all'apice      | più o meno tutte scure                          |

## Usi. Farmacia
Secondo la medicina popolare questa pianta viene usata contro lo scorbuto anche se tutte le sue parti sono tossiche (la tossina colpisce in particolare il fegato).